# Габелета (Терни)
Габелета је насеље у Италији у округу Терни, региону Умбрија.
Према процени из 2011. у насељу је живело 413 становника. Насеље се налази на надморској висини од 191 м.